# Danh sách tập phim Digimon Xros Wars (mùa 1)
Mùa đầu tiên của Digimon Xros Wars do Toei Animation sản xuất, được phát sóng trên TV Asahi từ ngày 7 tháng 6 năm 2010 đến 8 tháng 3 năm 2011. Phim của đạo diễn Endo Tetsuya và sản xuất bởi Sanjo Riku.
Ca khúc mở đầu là bài "Never Give Up!" (ネバギバ! Neba Giba!) do nhóm Sonar Pocket trình bày. Nhạc lồng trong phim gồm 5 bài: "WE ARE Xros Heart" (WE ARE クロスハート! WE ARE Kurosu Hāto!), "X4B THE GUARDIAN" và "Sora Mau Yuusha! X5" (空舞う勇者!×5 Sora Mau Yūsha! Kurosu Faibu) của Wada Kouji, "Blazing Blue Flare" của Takatori Hideaki và "Dark Knight ~Fujimi no Ouja~" (DARK KNIGHT～不死身の王者～ Dark Knight ~Fujimi no Ōja~) của Takayoshi Tanimoto.

## Danh sách tập
| STT tập phim | Tên tập phim | Ngày phát sóng gốc   |
| ------------ | --- | -------------------- |
|              | |                      |
| 1            | "Taiki đi đến thế giới khác!" "Taiki, Isekai e iku!" (タイキ、異世界へ行く！)                                                                                        | 6 tháng 7 năm 2010   |
| 2            | "Hét lên, Shoutmon!" "Shautomon, hoeru!" (シャウトモン、吠える！) | 13 tháng 7 năm 2010  |
| 3            | "Đối thủ Kiriha xuất hiện!" "Raibaru Kiriha, arawaru!" (強敵キリハ、現る！)                                                                                          | 20 tháng 7 năm 2010  |
| 4            | "Island Zone hỗn loạn!" "Airando Zōn, Gekidō!" (アイランドゾーン、激動！)                                                                                            | 27 tháng 7 năm 2010  |
| 5            | "DigiMemory tỏa sáng lấp lánh!" "Dejimemori, kagayaku!" (デジメモリ、輝く！)                                                                                         | 3 tháng 8 năm 2010   |
| 6            | "X4 phá vỡ hỗn loạn!" "Kurosufō, Kikitoppa!" (✕4、危機突破！) | 10 tháng 8 năm 2010  |
| 7            | "Núi lửa Digimon phun trào!" "Kazan Dejimon, dai bakuhatsu!" (火山デジモン、大爆発！)                                                                                | 17 tháng 8 năm 2010  |
| 8            | "Tướng Tactimon xuất hiện!" "Mōshō Takutimon, Semaru!" (猛将タクティモン、迫る！)                                                                                    | 24 tháng 8 năm 2010  |
| 9            | "Dorurumon, lao như gió!" "Dorurumon, kaze ni kakeru!" (ドルルモン、風に駆ける！)                                                                                    | 31 tháng 8 năm 2010  |
| 10           | "Taiki trở thành hiệp sĩ!" "Taiki, Kishi ni naru!" (タイキ、騎士になる！)                                                                                            | 14 tháng 9 năm 2010  |
| 11           | "Xros Heart, bùng lên!" "Kurosu Hāto, Moeru!" (クロスハート、燃える！)                                                                                               | 14 tháng 9 năm 2010  |
| 12           | "Sand Zone, đại phiêu lưu nơi phế tích!" "Sando Zōn, Iseki de Daibōken!" (サンドゾーン、遺跡で大冒険！)                                                              | 12 tháng 10 năm 2010 |
| 13           | "Taiki, chiến binh thần thánh!" "Taiki, Megami no Senshi!" (タイキ、女神の戦士！)                                                                                    | 19 tháng 10 năm 2010 |
| 14           | "Vũ điệu của chiến binh Beelzebumon!" "Senshi Beruzebumon, mau!" (戦士ベルゼブモン、舞う！)                                                                          | 26 tháng 10 năm 2010 |
| 15           | "Heaven Zone, cạm bẫy của Thiên Đàng!" "Hebun Zōn, Rakuen no wana!" (ヘブンゾーン、楽園の罠！)                                                                       | 9 tháng 11 năm 2010  |
| 16           | "Digimon hắc kị sĩ xuất hiện!" "Kurokishi Dejimon, sanjō!" (黒騎士デジモン、参上！)                                                                                  | 16 tháng 11 năm 2010 |
| 17           | "DigiXros thần kỳ! Shoutmon X5 vút bay!" "Kiseki Dejikurosu! Shautomon Kurosufaibu tobu!" (奇跡デジクロス！ シャウトモン✕５飛ぶ！)                                   | 23 tháng 11 năm 2010 |
| 18           | "Stingmon, anh hùng Digimon rừng rậm!" "Sutingumon, Dejimon Daimitsurin no Yūsha!" (スティングモン、デジモン大密林の勇者！)                                          | 30 tháng 11 năm 2010 |
| 19           | "Deckerdramon huyền thoại động!" "Densetsu no Dekkādoramon, ugoku!" (伝説のデッカードラモン、動く！)                                                                 | 7 tháng 12 năm 2010  |
| 20           | "Dust Zone, thành phố phế liệu khổng lồ cùa GrandLocomon!" "Dasuto Zōn, Gurandorokomon no Dai Sukurappu toshi!" (ダストゾーン、グランドロコモンの大スクラップ都市！) | 14 tháng 12 năm 2010 |
| 21           | "Quyết chiến! DarkKnightmon VS Xros Heart!" "Kessen! Dākunaitomon VS Kurosu Hāto!" (決戦！ダークナイトモンVSクロスハート！)                                          | 21 tháng 12 năm 2010 |
| 22           | "Wisemon, bí ẩn của Thế giới Kỹ thuật số!" "Waizumon, Dejitaru Wārudo no Himitsu!" (ワイズモン、デジタルワールドの秘密！)                                            | 11 tháng 1 năm 2011  |
| 23           | "Shinobi Zone, trận chiến Ninja hài hước!" "Shinobi Zōn, Owarai Ninja Batoru!" (シノビゾーン、お笑い忍者バトル！)                                                    | 18 tháng 1 năm 2011  |
| 24           | "Các Monitamon cá biệt, cố gắng hết sức!" "Ochikobare Monitamonzu, ganbaru!" (落ちこぼらモニタモンズ、がんばる！)                                                    | 25 tháng 1 năm 2011  |
| 25           | "Vùng đất hủy diệt! Taiki và Kiriha bất hòa!" "Zōn hōkai! Hibana chiru Taiki to Kiriha!" (ゾーン崩壊、火花散るタイキとキリハ！)                                      | 1 tháng 2 năm 2011   |
| 26           | "Shoutmon, minh chứng của một vị vua!" "Shautomon, Kingu no akashi!" (シャウトモン、キングの証！)                                                                    | 8 tháng 2 năm 2011   |
| 27           | "Sweet Zone, trận chiến Digimon hảo ngọt" "Suītsu Zōn, Amatō Dejimon Batoru" (スイーツゾーン、甘党デジモンバトル)                                                    | 15 tháng 2 năm 2011  |
| 28           | "Kích hoạt vũ khí tối thượng! Cutemon cố lên!" "Saishū heiki hatsudō! Ganbare Kyūtomon!" (最終兵器発動！がんばれキュートモン！)                                      | 22 tháng 2 năm 2011  |
| 29           | "Taiki và Kiriha VS Binh đoàn Bagra, quyến chiến toàn diện!" "Taiki Kiriha VS Bagura gun, Zenmen Kessen!" (タイキ・キリハVSバグラ軍、全面決戦！)                     | 1 tháng 3 năm 2011   |
| 30           | "Hành trình mới!! Đại chiến Tokyo!!" "Arata naru tabidachi!! Tōkyō Daikessen!!" (新たなる旅立ち‼東京大決戦‼)                                                         | 8 tháng 3 năm 2011   |